# Albert Londres

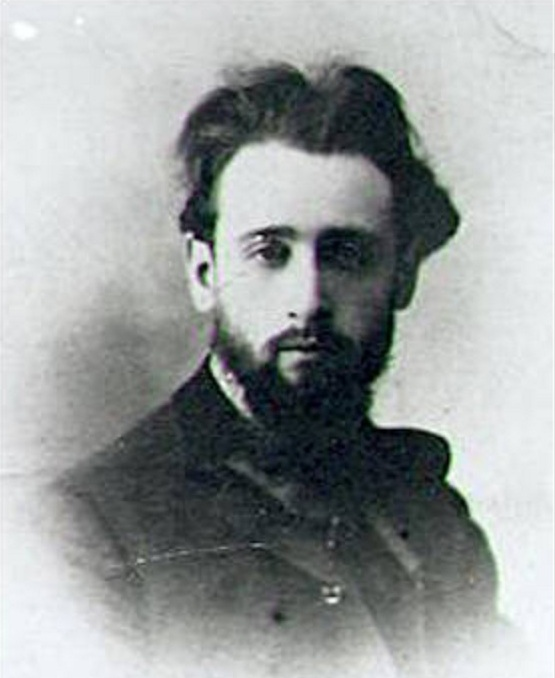
Albert Londres (1923)

Albert Londres (Vichy, 1 november 1884 – Golf van Aden, 16 mei 1932) was een Frans journalist, die school gemaakt heeft als Investigative journalist (onderzoekend journalist). Hij schreef een boek tegen slavernij in Guyana en Noord-Afrika, en schreef lyrisch over de Ronde van Frankrijk in 1924 (Ronde van Frankrijk, Ronde van Slavernij).
Hij stierf tijdens de brand op het schip de Georges Philippar door het te snel dichten van de waterkerende schotten waardoor hij en een 90-tal andere passagiers opgesloten zaten bij de brand en door verstikking of verbranding omkwamen. 

## Prix Albert Londres
Na zijn overlijden in 1932 heeft zijn dochter Florise de prijs 'Prix Albert Londres' ingesteld die jaarlijks, op de sterfdag, wordt uitgereikt aan de beste Franse journalist. De prijs wordt sinds 1975, toen Florise overleed, beheerd door een stichting die bestaat uit oud-winnaars. De jury bestaat uit 19 journalisten plus de winnaar van het voorafgaande jaar.
Sinds 1985 is er ook een Prix Albert Londres voor de beste audiovisuele journalist. De toekenning wordt beheerd en georganiseerd door SCAM.

## Trivia
- Londres' leven en werk zou model gestaan hebben voor het avontuurlijke bestaan van de reporter Kuifje.